# 五头镇
五头镇，是中华人民共和国河南省洛陽市新安县下辖的一个乡镇级行政单位。

## 行政区划
五头镇下辖以下地区：
五头村、河北村、仝沟村、蔡庄村、马头村、独树村、大洼村、尚庄村、孙家坡村、二郎庙村、寨前村、王府庄村、仓上村、庙上村、马荆扒村、梁村、亮坪村、胡沟村、包沟村、寺上村、北沟村、神堂村、小庄村、党家沟村、胡张沟村、官岭村和望头村。